# Snow White and the Huntsman
Snow White and the Huntsman is een Amerikaanse fantasyfilm uit 2012 geregisseerd door Rupert Sanders. De film volgt het personage van Sneeuwwitje, maar kent wel een andere verhaallijn dan het oorspronkelijke sprookje. Vanwege het succes van de film werd een vervolg gepland, maar vanwege de affaire van Kristen Stewart met regisseur Rupert Sanders, zou haar personage 'Snow White' niet terugkeren in de film, maar zou de film gaan over de jager.

## Verhaallijn
Het prachtige land Tabor wordt geregeerd door koning Magnus en zijn vrouw Eleanor. Ze krijgen een dochter, Sneeuwwitje. Een aantal jaren later sterft de koningin. De koning is in rouw, maar moet zijn rijk verdedigen tegen een mysterieus leger van lege harnassen. Magnus en zijn ridders verslaan de vijand en vinden een gevangene: Ravenna. De koning wordt onmiddellijk verliefd op haar en ze trouwen de volgende dag. Tijdens de huwelijksnacht vermoordt Ravenna Magnus en neemt zo controle over het land. Ze laat daarop haar eigen leger en haar broer Finn komen met de opdracht om alle aanhangers van Magnus te doden. Sneeuwwitje wordt verbannen naar de toren. Hertog Hammond en zijn zoon William (gespeeld door Sam Claflin) kunnen ontsnappen.
Ravenna is een heks die eeuwig jong wil blijven. Met behulp van een magische spiegel kan ze nagaan of zij nog de mooiste van het land is. Indien niet, laat Ravenna een mooi en jong meisje ontvoeren en zuigt de levenslust en schoonheid uit haar slachtoffer. Verder kan Ravenna niet worden vermoord en elke wonde wordt onmiddellijk geheeld, tenzij door iemand met zuiver bloed toegebracht. Op een dag vertelt de spiegel niet enkel dat Sneeuwwitje de mooiste is, maar ook dat Ravenna voor eeuwig jong blijft wanneer ze Sneeuwwitjes hart opeet. Sneeuwwitje kan ontsnappen en vlucht het donkere spookbos in. Omdat Ravenna geen macht heeft over dat spookbos, laat ze jager Eric komen. Hij dient tezamen met het leger Sneeuwwitje terug te brengen. In ruil zal de koningin zijn gestorven vrouw terug levend maken.
Eric, Finn en de soldaten vinden Sneeuwwitje al redelijk snel. Wanneer Finn bekent dat Ravenna niemand tot leven kan wekken, vlucht Eric met Sneeuwwitje weg en gaan op zoek naar hertog Hammond. Sneeuwwitje redt Eric bij een aanval door een trol. Ze komen terecht in een vissersdorp waar enkel vrouwen wonen. Zij zijn gevlucht en hebben hun gezichten verminkt uit vrees dat Ravenna hen laat oppakken om hun schoonheid af te nemen. Eric komt achter de identiteit van Sneeuwwitje en verlaat het dorp. Niet veel later wordt het dorp platgebrand door Finn en zijn soldaten. Eric ziet de vlammen en snelt terug, hij en Sneeuwwitje vluchten verder en komen acht dwergen (Beith, Muir, Quert, Coll, Duir, Gort, Nion en Gus - benamingen voor bomen uit de Keltische boomkalender) tegen.
De dwergen vertrouwen het duo in eerste instantie niet, maar Muir zijn achtste zintuig is van mening dat Sneeuwwitje het levenslicht in zich draagt. Dit wordt bevestigd door een van de goden van het land in een heiligdom van feeën. Daarop wordt de godheid aangevallen door de ridders van Ravenna, maar kan ontsnappen. Gus wordt met een pijl doorboord en sterft. Er ontstaat een gevecht tussen Eric en Finn. Wanneer Eric dreigt te verliezen, vertelt Finn dat hij verantwoordelijk is voor de dood van Erics vrouw. Dit geeft Eric uit wraak zijn energie terug, waarop hij Finn spietst aan uitstekende boomtakken. Op dat ogenblik laat William zichzelf zien. Hij was als boogschutter meegereisd in het leger, zodra hij hoorde dat Sneeuwwitje nog leefde. Hij redt Sneeuwwitje en de overige dwergen.
William reist met het gezelschap mee richting zijn vader. Ravenna, die via telepathie weet dat Finn dood is, tovert zich om tot William en vliegt naar Sneeuwwitje. Ze haalt, als William, jeugdherinneringen op met Sneeuwwitje en geeft haar een appel. Wanneer Sneeuwwitje in de appel bijt, krijgt ze geen adem meer. Net op dat ogenblik arriveren Eric en de echte William waarop Ravenna vlucht. William geeft Sneeuwwitje een kus, wat verder geen gevolg heeft. Ze nemen haar mee naar hertog Hammond. Nu Sneeuwwitje dood is, is alle hoop verloren en heeft het ook geen zin meer om Ravenna aan te vallen.
Op de vooravond van de begrafenis gaat Eric naar Sneeuwwitje. Hij vraagt vergiffenis omdat hij Sneeuwwitje, net zoals zijn vrouw, niet kon redden. Daarop geeft hij haar een kus en verlaat de kamer. Even later ontwaakt Sneeuwwitje. Daardoor is de hoop terug. Hertog Hammond was sceptisch over het hernemen van de oorlog tegen Ravenna, omdat hij de mensen, die onophoudelijk naar hem vluchten en zijn bescherming opzoeken, wil helpen. Sneeuwwitje, net wakker, vraagt aan de hertog en de menigte om Ravenna te verslaan. Dankzij de dwergen, die via de riolering in het kasteel binnendringen, kan het aanvallende leger in het kasteel geraken. Sneeuwwitje gaat op zoek naar Ravenna. Eric en William komen te hulp, maar Ravenna gebruikt haar magie om een nieuw leger van lege harnassen te maken. Sneeuwwitje doorboort Ravenna's hart met een mes met de woorden: "ik ben niet enkel degene die het leven draagt, maar ook degene die het kan afnemen". Daarop sterft Ravenna. Sneeuwwitje wordt koningin van haar land.

## Rolverdeling
| Acteur            | Personage         | Opmerkingen          |
| ----------------- | ----------------- | -------------------- |
| Kristen Stewart   | Sneeuwwitje       |                      |
| Charlize Theron   | Koningin Ravenna  |                      |
| Chris Hemsworth   | Eric de jager     |                      |
| Sam Claflin       | Prins William     |                      |
| Sam Spruell       | Finn              |                      |
| Lily Cole         | Greta             |                      |
| Christopher Obi   | Spiegel           | Stemrol              |
| Ian McShane       | Beith             | Leider zeven dwergen |
| Johnny Harris     | Quert             | Dwerg                |
| Bob Hoskins       | Muir              | Blinde oudste dwerg  |
| Toby Jones        | Coll              | Dwerg                |
| Eddie Marsan      | Duir              | Dwerg                |
| Brian Gleeson     | Gus               | Dwerg                |
| Ray Winstone      | Gort              | Dwerg                |
| Nick Frost        | Nion              | Dwerg                |
| Vincent Regan     | Hertog Hammond    | Williams vader       |
| Noah Huntley      | Koning Magnus     | Sneeuwwitjes vader   |
| Liberty Ross      | Koningin Eleanor  | Sneeuwwitjes moeder  |
| Raffey Cassidy    | Jonge Sneeuwwitje |                      |
| Rachael Stirling  | Anna              |                      |
| Hattie Gotobed    | Lily              |                      |
| Izzy Meikle-Small | Jonge Ravenna     |                      |

## Soundtrack
Van de film werd ook een soundtrack uitgebracht. De Amerikaanse filmcomponist James Newton Howard maakte de muziek voor de film. In het voorjaar van 2012 werd het album uitgebracht. Op 16 juni 2012 kwam het album op de 193ste plaats binnen in de Vlaamse Ultratop 200 albumlijst.

### Hitnotering

#### VlaamseUltratop 200Albums
| Hitnotering: 16-06-2012 t/m | Hitnotering: 16-06-2012 t/m | Hitnotering: 16-06-2012 t/m | Hitnotering: 16-06-2012 t/m | Hitnotering: 16-06-2012 t/m | Hitnotering: 16-06-2012 t/m | Hitnotering: 16-06-2012 t/m | Hitnotering: 16-06-2012 t/m | Hitnotering: 16-06-2012 t/m | Hitnotering: 16-06-2012 t/m | Hitnotering: 16-06-2012 t/m | Hitnotering: 16-06-2012 t/m | Hitnotering: 16-06-2012 t/m | Hitnotering: 16-06-2012 t/m | Hitnotering: 16-06-2012 t/m | Hitnotering: 16-06-2012 t/m | Hitnotering: 16-06-2012 t/m | Hitnotering: 16-06-2012 t/m | Hitnotering: 16-06-2012 t/m | Hitnotering: 16-06-2012 t/m | Hitnotering: 16-06-2012 t/m |
| Week:                       | 1                           | 2                           | 3                           | 4                           | 5                           | 5                           | 7                           | 8                           | 9                           | 10                          | 11                          | 12                          | 13                          | 14                          | 15                          | 16                          | 17                          | 18                          | 19                          | 20                          |
| --------------------------- | --------------------------- | --------------------------- | --------------------------- | --------------------------- | --------------------------- | --------------------------- | --------------------------- | --------------------------- | --------------------------- | --------------------------- | --------------------------- | --------------------------- | --------------------------- | --------------------------- | --------------------------- | --------------------------- | --------------------------- | --------------------------- | --------------------------- | --------------------------- |
| Positie:                    | 193                         |                             |                             |                             |                             |                             |                             |                             |                             |                             |                             |                             |                             |                             |                             |                             |                             |                             |                             |                             |